# Windmühle Heckington
Die Windmühle Heckington (engl. Heckington Windmill) ist eine Windmühle mit Standort in Heckington, England. Sie ist Englands einzig verbliebene Turmgalerieholländerwindmühle mit acht Patentflügeln. Wegen ihrer Nähe zum Bahnhof von Heckington ist sie auch bekannt als Bahnhofsmühle (engl. Station Mill). Ein weiterer Name ist Pocklingtonsche Mühle (engl. Pocklington's Mill) nach ihrem letzten Eigentümer John Pocklington.

## Geschichte
1830 wurde die Windmühle vom Gainsborougher Mühlenbauer Edward Ingeldew für Michael Hare, ihren ersten Eigentümer und Müller errichtet. Hare starb bereits im Jahre 1834, und die Mühle wurde daraufhin von den Gebrüdern Sleighton und Joseph Nash geführt' Joseph Nash hatte sie noch bis zu ihrer Stilllegung nach schwerem Sturmschaden 1890 inne.
1891 erwarb der Müller John Pocklington die Mühlenruine, deren Kappe mit dem fünffachen Flügelkreuz, der Windrose und Teilen der oberen Mühlenmechanik (Kammrad, Königswelle mit Obenbunkler) durch einen Sturm völlig zerstört worden war. Ein Blitz hatte die Windrose zerstörte, so dass die Mühlenkappe nur noch unkontrolliert rotierte und das Flügelkreuz falsch herum lief und mit der gesamten Kappe und Teilen des Mauerrandes vom Mühlenturm abriss und zerschellte. John Pocklington besaß bereits die komplette Mühlenkappe mit achtfachem Flügelkreuz, Flügelwelle und Mühlenmechanik der damals 78 Jahre alten Tuxford's Windmill der Mühlenbauerfamilie Tuxford aus dem Bostoner Skirbeck-Viertel, die er für £72 ersteigert hatte. Da er als Kaufbedingung die komplette Mühlenmechanik vom Grundstück der Tuxfordschen Mühle entfernen musste und dringend einen Platz für die so erworbenen Teile benötigte, kam ihm der Mühlenstumpf in Heckington sehr gelegen. Im Frühjahr 1892 war die inzwischen 62 Jahre alte Mühle in Heckington nach knapp einjähriger Aufbauzeit (Restaurierung des beschädigten Mühlenturms, Einbau der Kappe samt Flügelwelle, Flügeln, Windrose und Mechanik) mit Unterstützung des lokalen Mühlenbauers John Hodgson wieder wind- und mahlfähig. Pocklington, ein außerordentlich geschäftiger Mann, erweiterte die Mühle um zwei zusätzliche Mahlgänge (im 2. und unterster Boden) und um eine Kreissäge in einem an die Mühle angeschlossenen Schuppen. Er verkaufte diverse Mehlsorten, Backartikel, Backwaren und Viehfutter nebst Sägeaufträgen und führte die große Mühle erfolgreich bis zu seinem Tod 1941. Nach ihm hieß die Mühle seit dieser Zeit bis heute auch Pocklingtonsche Mühle (engl. Pocklington's Mill). Das alte Firmenschild ist heute noch angebracht.
1946 wurde der Mahlbetrieb eingestellt, die Jalousielamellen (engl. shutters, in Lincolnshire shades genannt) ausgebaut, und der Verfall des imposanten Bauwerks setzte ein. 1953 kaufte die Grafschaftsregierung von Kesteven („Kesteven County Council“) die Mühle, um das einmalige Bauwerk vor dem endgültigen Verfall zu bewahren und als Wahrzeichen zu erhalten. Verschiedene Restaurierungsarbeiten wurden von der Mühlenbauerfirma Richard Thompson & Son aus Alford, England's einzig verbliebene Mühlenbauerdynastie aus dem 19. Jahrhundert, durchgeführt, darunter zunächst der Einbau von vier Flügeln zweier stillgelegter Windmühlen (Old Bolingbroke und Wainfleet St. Mary) aus East Lindsey und einer neuen Windrose. Sie mussten 1972 nach Blitzschlag repariert werden. 1986 kam die Mühle infolge Gebietsreform in den Besitz der Grafschaftsregierung von Lincolnshire („Lincolnshire County Council“). 192 neue Lamellen (Jalousien, 24 pro Flügel) und vier weitere Flügel nebst Steuerung wurden vom Förderverein „Freunde der Mühle Heckington“ („Friends of Heckington Mill“) eingebaut, und nach 40 Jahren erstmals wieder gemahlen. Nach einer weiteren Renovierung im Jahre 2004 ist die Mühle seitdem wieder in Betrieb und für Besichtigungen offen. Derzeitige Müller seit 2004 sind Martin Hanson und George Pacey.

## Beschreibung
Die Windmühle von Heckington wurde als fünfflüglige, schlanke konische Ziegelturmwindmühle mit sechs Stockwerken oder Böden errichtet: Eingangsboden, Mehlboden, Stein- oder Galerieboden, unterer Kornboden, oberer Kornboden oder Hebeboden (enthielt sowohl den Sackaufzug als auch Schütten für das zu mahlende Korn), Staub- oder Kappboden (engl.: ground floor, meal floor, stone floor, lower bin floor, upper bin floor / hoist floor, dust floor) und Sutton-Patentflügeln, eine Art Jalousieflügel mit keilförmigem Querschnitt. Die Außenwand erhielt gegen das Eindringen von Wasser einen Putz mit einer dichtenden schwarzen Bitumenschicht – eine besonders in Lincolnshire verbreitete Bauweise. Eine weiße Zwiebelhaube mit Steertnachführung, Haspel und Endloskette schloss die Mühle ab. Sie hatte drei Mahlgänge im 3. Boden und Platz für einen vierten. Nach 60 Arbeitsjahren war die Mühle dringend renovierungsbedürftig. In dieser Zeit wurde eine große Windrose anstelle des Steerts eingebaut. 
Nach dem Sturmschaden, der die Mühle großteils ruinierte, erhielt der angeschlagene Mühlenstumpf 1891 bis 1892 nach Reparatur durch ihren neuen Eigentümer John Pocklington und John Hodgson, einen lokalen Mühlenbauer, die schneeweiße Zwiebelhaube (bestehend aus geweißtem, geteertem Segeltuch über Holzrahmen, Balkenwerk und Rollwerk mit Turmkugel), das acht Jalousienflügel tragende Flügelkreuz (Lincolnshire Kreuz nach John Smeaton mit acht Ruten) und die ebenfalls achtflüglige Windrose von mehr als 3,5 m Durchmesser. Die Kappe stammt von der außer Dienst gestellten, 1813 von der Mühlenbauerfamilie Tuxford zu Demonstrationszwecken errichteten Tuxfordschen Windmühle (engl. Tuxford's Mill) in Skirbeck, Boston, Lincolnshire, dazu ein um zwei weitere Mahlgänge erweitertes Mahlwerk und eine zuschaltbare Kreissäge in einem Nebengebäude zur Herstellung von Sargdeckeln. Die großen inneren Getriebeteile (Königswelle, Kammrad, Obenbunkler) sind aus Stahl beziehungsweise haben Stahlzähne („Kämme“) anstelle hölzerner. Da die Tuxfordmühle, für die die Kappe ursprünglich konstruiert worden war, einen weiteren Turmabschluss hatte, besteht ein größerer Spalt zwischen Mühlenkappenrand und Turmaußenwand. Heute sind vier Mahlgänge einsatzfähig. Die Säge ist nicht mehr vorhanden. Als Besonderheit bei Holländermühlen verfügt diese Mühle über ein die Flügelspitzen verbindendes umlaufendes spannbares Stahlkabel, um ein Verziehen der Flügel vorzubeugen, eine unter Umständen unnötige Baumaßnahme bei diesem Flügeltyp. Die drei Originalmahlgänge (zwei Sandsteinmahlgänge und ein Quarzitmahlgang) auf dem Mahlboden (3. Boden) sind vorhanden und betriebsbereit, dazu der vierte Mahlgang im 2. Boden. Aufgrund der doppelten Segelfläche vergleichbarer vierflügliger Mühlen ist die Heckingtoner Windmühle in der Lage, auch bei geringerem Wind, wenn andere Mühlen stillstehen, ihre vier Mahlgänge anzutreiben.
Die Windmühle am Heckingtoner Bahnhof ist weltweit mit acht Jalousienflügeln anstelle von vier die einzige verbliebene Holländerturmwindmühle ihrer Art, von denen es in England ursprünglich um die sieben gab, vier davon allein in Lincolnshire (Tuxfordsche Mühle (Skirbeck, Boston), Windmühle Holbeach (South Holland), Windmühle Market Rasen (West Lindsey), später die Windmühle Heckington (North Kesteven)). Die höchste dieser achtflügligen Windmühlen war die Leachsche Mühle (Leach's Mill) mit neun Stockwerken in Wisbech, Cambridgeshire., gefolgt von der 1821 erbauten achtbödigen Eye Green Turmmühle (Eye Green Tower mill) in Eye Green, Cambridgeshire, nach Sturmschäden und Fäulnisbefall heute ein auf drei Stockwerke reduziertes Wohnhaus.

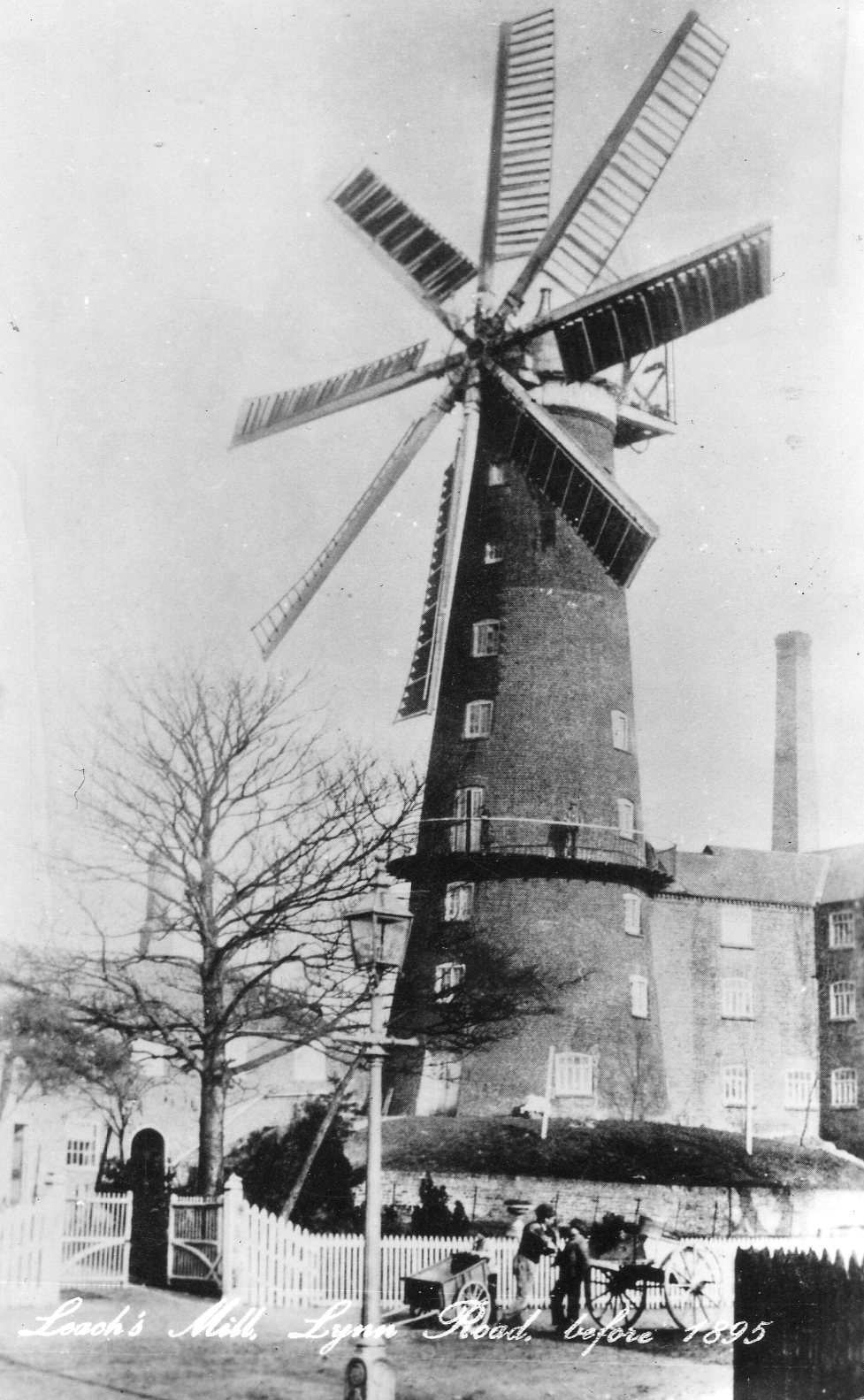
Leachs Mühle mit acht Flügeln vor 1895

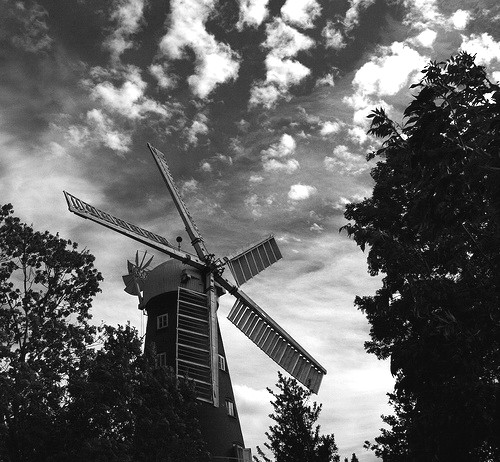
Windmühle Alford mit fünf Flügeln – so etwa sah die Heckingtonmühle von 1830 bis 1890 aus.
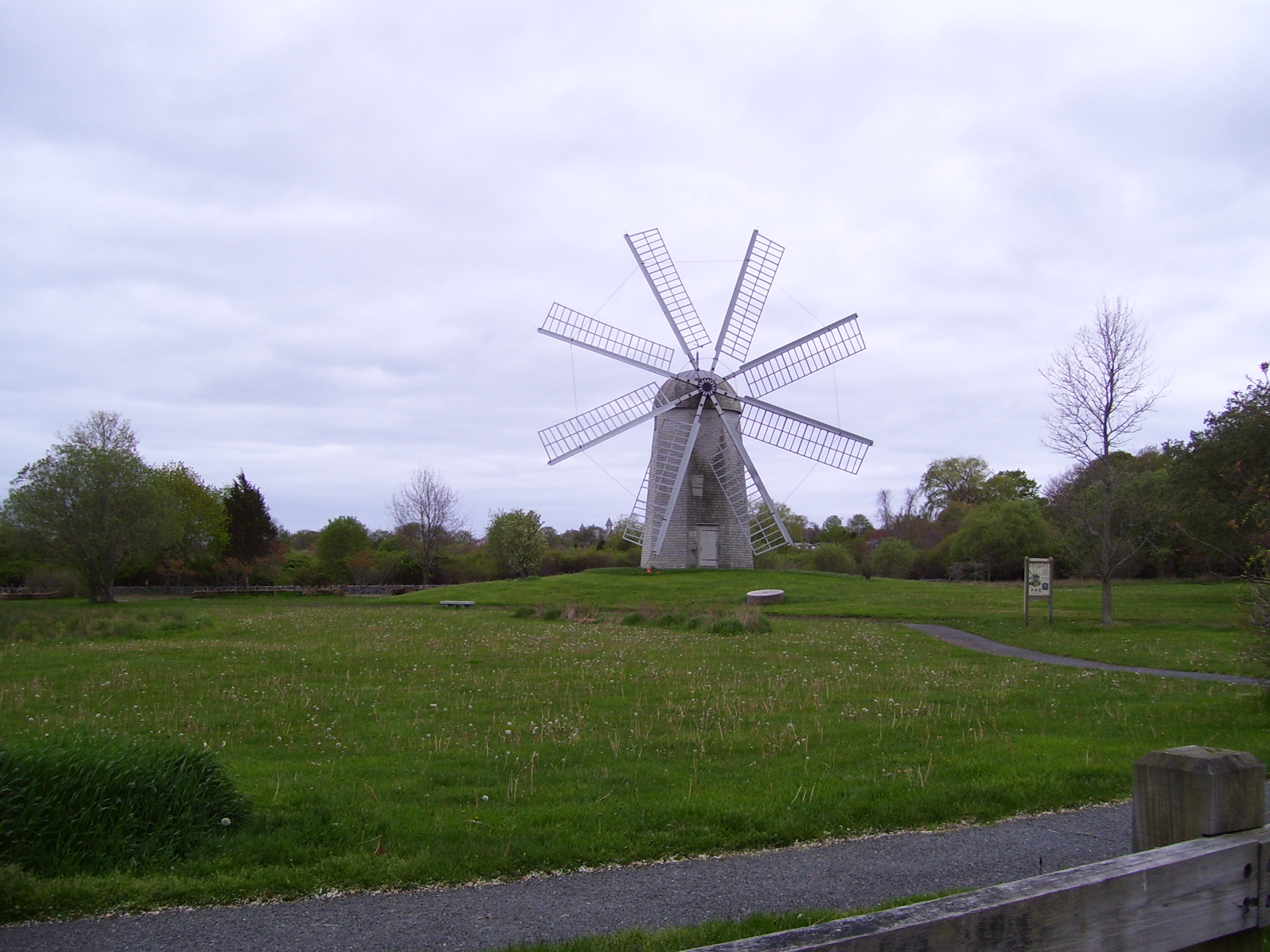
Boyds Windmühle mit acht Flügeln im Park in Middletown (Rhode Island)

Segelwindmühlen mit Rundruten und Dreieckssegeln als Segelstangenflügel, wie man sie oft im Mittelmeerraum findet, haben bis zu zwölf / vierzehn „Flügel“, sind aber ein anderer Windmühlentyp. Ebenso gibt es achtflügelige Kokerwindmühlen mit paddelähnlichen Kurzflügeln in Finnland.
Die im Paradis-Talpark in Middletown, Rhode Island (Paradise Valley Park, Prospect Ave., Middletown, Rhode Island) aufgestellte, gerade 9,1 m hohe Boyds Windmühle oder Windschrotmühle (Boyd's Windmill, Boyd's Wind Grist Mill) mit steilem achtseitigem Holzrahmenturm, 1810 in Portsmouth, Rhode Island, errichtet, besitzt auch acht Flügel (anfänglich 4) vom Typ Segelgatter, ist aber nicht mehr mahlfähig. Sie wurde nach Entfernung der acht Flügel 1916, Gasantriebeinbau und späterer Stilllegung nach 1990 restauriert und im genannten Park aufgestellt.

### Mühlendaten
- Kappenhöhe: 23 m (75 ft)
- Gesamthöhe: 30,48 m (100 ft)
- Turmhöhe: 18,3 m (60 ft)
- Spannweite der Mühlenflügel: 21,4 m (70 ft)
- Gewicht des achtfachen Flügelkreuzes: 5 t
- Basisinnenweite: 8,5 m (28 ft)
- Mahlgänge: z. Zt. 4, max. 5
- Böden: 6